# Rasmus Vinding
Rasmus Vinding (født 1615, død 1684) var en dansk professor.

## Opvækst og ungdom
Vinding var født 19. marts 1615 i Vindinge, (nu Fuirendal) i Flakkebjerg Herred, hvor hans fader magister Poul Jensen Kolding da var præst. Da denne fremragende mand 1622 flyttede til Herlufsholm for at overtage forstanderposten der, indsattes sønnen i skolen sammesteds. I de 10 år, Vinding søgte denne skole, havde den ikke mindre end 6
rektorer, hvad vel næppe var til gavn for undervisningen. Men da de fleste af dem var meget dygtige mænd, kom Vinding dog vel forberedt til universitetet 1632. 
Han fik bolig hos professor Hans Hansen Resen, der havde været den første af hans rektorer. I 1634 tog han bakkalaurgraden og blev derpå af biskop Hans Poulsen Resen sendt til Slangerup for at vikariere i rektoratet. 1635 tog han teologisk attestats og blev straks efter af nævnte biskop beskikket til hører ved Københavns Skole. I denne stilling forblev han i 3 år.
Da han mærkede, at lærergerningen berøvede ham tiden til egne studier, nedlagde han 1638 embedet og begav sig på en studierejse, først til Leiden og siden til Paris, hvor han fik gode forbindelser og blev en tid. Her udgav han en mindetale over biskop Jesper Brochmands nys afdøde, haabefulde, eneste søn. 
Derpå rejste han til universitetet i Angers og siden til det nærliggende store jesuiterkollegium la Fléche, hvor han optrådte som forfatter af et ret mærkeligt politisk skrift De Regno hæreditario et electivo. I la Flèche fik han 1640 brev fra biskop Brochmand, at han skulde komme hjem, da der var en stilling, hvortil biskoppen havde udset ham. Det var rektorembedet i Sorø. Uden just at ile begav Vinding sig da på hjemvejen. 
Foreløbig blev han dog kun konstitueret som rektor, da han endnu ikke havde erhvervet magistergraden, som krævedes i denne stilling. I juni 1641 tog han imidlertid graden og virkede så til april 1646 med megen anseelse og dygtighed i det nævnte embede. Det var dog ikke hans hensigt at blive i den efter hin tids betragtning underordnede skolevirksomhed; men da der foreløbig ikke var noget andet, der tilbød sig, trak han sig for en tid tilbage til privatlivet.

## Embedskarriere
Vinding tilbragte tiden dels hos sin svoger Johan Dideriksen Bartskær, præst på Herlufsholm, dels hos den lærde fru Birgitte Thott, indtil han i februar 1648 kaldedes til professor i græsk ved universitetet. I denne stilling gjorde han god fyldest og vandt ikke ringe anseelse, hvortil også bidrog, at han var en i mange retninger brugbar mand. Han var således Trinitatis Kirkes værge fra 1658 til 1672 og Vor Frue Kirkes fra 1660 til kort før sin død.
Vinding frabad han sig derimod det på ham 1662 faldne valg som universitetets rektor, vistnok fordi han da allerede var stærkt optaget af hverv, der lå uden for universitetet. Ved sine giftermål var han for øvrigt nøje knyttet til det akademiske aristokrati. 1649, 15. juli, havde han nemlig ægtet Margrethe, datter af professor Jacob Fincke, og da hun døde 15. august 1650, blev han på ny gift 1653, 17. april, med Ingeborg, datter af biskop Jacob Matthiesen i Århus. Da hun var en slægtning af Vindings første kone, måtte kongelig bevilling til ægteskab erhverves.
Efter at have gennemlevet Københavns belejring (1658-1660) blev Vinding en af universitetets deputerede på den store rigsdag 1660 og fik her lejlighed til at arbejde for gennemførelsen af de tanker om arvelighed og enevælde, som han for 20 år siden under sit ophold i Frankrig havde udtalt. Han blev da også en af de mænd, som den nye enevælde i betydelig grad lagde beslag på. Allerede 1660 blev han assessor i kancellikollegiet og samtidig eller lidt senere tillige i Højesteret. I disse stillinger var han i høj grad pligtopfyldende. Ved sin gode hukommelse, sin ordenssans og veltalenhed kom han til at indtage en fremragende plads blandt rettens medlemmer, og da kansler Peder Reedtz 1664 blev sendt til Norge for i kongens navn at forvalte Højesteret der, blev Vinding medgivet ham. Fra 1670 var han referendarius i Højesteret. 
I 1661 ombyttede han lærestolen i græsk med det ved Peder Spormands død ledige professorat i historie og geografi. Optaget, som han var, af meget andet, kunde han dog næppe gøre synderligt derved; dog har han indlagt sig en betydelig fortjeneste af selve universitetets historie ved 1665 at udgive Regia Acad. Hauniensis in Regibus, Conservatoribus, Rectoribus, Professoribus suis repræsentata, et meget nyttigt, skønt ikke fejlfrit arbejde, der væsentlig er et uddrag af de akademiske Programmata funebria. Da Vindings arbejde i lovkommissionen og andre ham pålagte arbejder, såsom revisionen af skatkammerets regnskaber og deltagelse i forskellige kommissioner, stillede betydelige krav til hans tid, fritoges han for at holde forelæsninger, uden derfor at opgive sin plads ved universitetet. 
Da det var bekendt, at Vinding havde stået i et mangeårigt venskabsforhold til Peder Griffenfeld – om end denne i sin højhedsperiode havde trukket sig noget tilbage fra ham – så undgik Vinding det tunge hverv at sidde til doms over den forhen så mægtige statsmand. Hans anseelse var i den følgende tid usvækket. Efterhånden fik han titel som kancelliråd (1679), justitsråd (1680) og etatsråd (1684), og det på en tid, da slige titler havde nyhedens glans og derfor betød mere end i en senere tid. Han døde efter nogen tids svagelighed 4. september 1684. Hans anden hustru overlevede ham med sønnen Poul og datteren Anna, gift med Peder Hjort, assessor i Kancellikollegiet. En søn, Jacob, døde under sine studier i Strasburg 1681.

## Danske Lov
Skønt Rasmus Vinding ikke egentlig var jurist, er hans navn dog nøje knyttet til en af de betydningsfuldeste begivenheder i den danske rets historie, nemlig udarbejdelsen af Danske Lov, der for en meget væsentlig del er hans værk. Vinding var ikke medlem af de to første lovkommissioner. Først 1666, da den tredje kommission nedsattes, kom han med og blev straks en farlig konkurrent for Peder Lassen, som hidtil havde været sjælen i lovarbejdet. Dettes videre gang indtil Lassens død (1681) afspejler i alle dets faser en bitter kamp mellem de to mænd, der hver især søgte at få den afgørende indflydelse på lovbogens endelige form. Modsætningen mellem dem var vistnok mere af personlig end af videnskabelig natur; i hvert fald er det urigtigt, når man i Vinding særlig har villet se forkæmperen for de nationale synspunkter, i Lassen repræsentanten for de romanistiske. 
Vinding var oprindelig sin medbejler underlegen, navnlig i kendskab til den gældende ret, og hans første udkast (Codex Fredericius 1667), hvis udarbejdelse rigtignok blev stærkt fremskyndet, kan næppe stå mål med Lassens samtidige arbejde. Han havde måske heller ikke sejret, om han ikke 1669 var bleven hjulpet frem af Peder Schumacher, der udvirkede en hemmelig befaling til ham om at udarbejde et nyt udkast, dog efter en anden og mere omfattende plan. Dette udkast (det første projekt), der endnu samme år overleveredes kongen, viser overraskende fremskridt, sammenlignet med udkastet af 1667. Vinding havde øjensynlig i mellemtiden arbejdet energisk på at sætte sig ind i lovstoffet og i den gældende retspraksis, som han i stort omfang tog hensyn til. Udarbejdelsen af første projekt skaffede ham dog ikke straks sejren.
Den revisionskommission, som nedsattes 1672, og af hvilken vel Lassen, men ikke Vinding var medlem, omarbejdede det på væsentlige punkter, og det var først den anden revisionskommission (1675) som Vinding beherskede, der endelig skaffede ham overtaget. Her førtes udkastet til dels tilbage til dets oprindelige form og fik i det hele den skikkelse (det sidste projekt), som det siden hen bevarede. Vel nedsattes der endnu to revisionskommissioner, af hvilke dog ingen talte Lassen som medlem; men da kunde der ikke længere være tale om at forlade det givne grundlag, og selv om der vedtoges en mængde ændringer, blev det dog i hovedsagen Vindings arbejde, som 1683 ophøjedes til lov. 
Det skal endnu tilføjes, at det næppe er rigtigt, når man (Ludvig Aubert) har antaget, at Vinding foruden de to ovennævnte udkast i tiden mellem 1672 og 1675 har udarbejdet endnu et tredje. Som af V.A. Secher påvist er det arbejde, man har anset for det tredje udkast, netop resultatet af den anden revisionskommissions arbejde. Som dommer i Højesteret roses Vinding for skarpsindighed og retfærdighed, en dom, som bekræftes af de endnu bevarede voteringsprotokoller.

## Filologiske arbejder
Rasmus Vinding var også filolog og professor i græsk sprog ved universitetet i tiden 1648-61. Han skrev som sådan en række universitetsafhandlinger over filologiske emner (Commentarii in Euripidis Hecubam 1648, 1656; in Euripidis Medeam 1657; de origine litterarum Græcarum 1661; en udgave af Marciani Heracleotæ (dvs. Scymni Chii) Periegesis med latinsk oversættelse 1662); men hans filologiske hovedværk var Hellen, som først efter hans død udkom, aftrykt efter hans eget manuskript, i XI. bind af det store samlerværk Gronovii Thesaurus Antiquitatum Græcarum, Leiden 1701. Han har deri givet en summarisk oversigt over hver af de forskellige, før Alexander den stores tid eksisterende græske småstaters historie fra deres første oprindelse. Det er væsentlig kun en ganske kritikløs sammenhobning af de vigtigste forfattersteder, hvor de behandlede enkeltemner berøres, anlagt i smag med de lignende samlerværker af Meursius og andre; nu har det næppe nogen som helst betydning mere.